# Канон Бол (Северна Дакота)
Канон Бол (енгл. Cannon Ball) насељено је место без административног статуса у америчкој савезној држави Северна Дакота.

## Демографија
По попису из 2010. године број становника је 875, што је 11 (1,3%) становника више него 2000. године.
| Група             | 2000.     | 2010.     |
| Белци             | 46 (5,3%) | 40 (4,6%) |
| Афроамериканци    | 0 (0,0%)  | 1 (0,1%)  |
| Азијати           | 0 (0,0%)  | 0 (0,0%)  |
| Хиспаноамериканци | 18 (2,1%) | 12 (1,4%) |
| Укупно            | 864       | 875       |